# No volveremos atrás
No volveremos atrás è un LP pubblicato dalla DICAP (Discoteca del cantar popular) nel 1973. 

## Descrizione
Pur essendo un disco collettivo, al quale parteciparono molti artisti, i principali fautori del progetto furono i Quilapayún, autori e interpreti della maggior parte dei brani, e il compositore Sergio Ortega coautore di 6 canzoni.
L'album prosegue il discorso politico/musicale iniziato con l'EP Fiesta del domingo l'anno prima e come quello contiene diversi brani che uniscono testi politicamente espliciti (schierati a fianco dell'allora presidente del Cile Salvador Allende e del suo governo) a musiche, per loro, fortemente anomale che si allontanano sostanzialmente dallo stile caratteristico dei Quilapayún che qui abbracciano un pop orecchiabile e commerciale utilizzando strumenti per loro poco usuali quali la batteria, la chitarra elettrica, il basso elettrico all'interno di arrangiamenti tipici della musica leggera non disdegnando anche l'utilizzo di un'orchestra.
Secondo Claudio Rolle, musicologo cileno:
Esemplare, a tal proposito, l'inizio di No vamos hoy a bailar estremamente simile all'introduzione strumentale di Ob-La-Di, Ob-La-Da dei Beatles.
Non rientrano in questo approccio musicale, e appartengono invece agli stilemi tradizionali della Nueva Canción Chilena, i 2 brani interpretati rispettivamente da Víctor Jara e Isabel Parra e le due cuecas che chiudono i due lati del disco.
¿Onofre? Si Frei è invece una di quelle che gli stessi Quilapayún definirono canciones contingentes, ovvero canzoni che utilizzando toni ironici e satirici facevano riferimento, nei loro testi, a questioni di stretta attualità politico-sociale.

## Edizioni
No volveremos atrás è stato pubblicato dalla DICAP con codice DCPUP-01 nel 1973. Non è mai stato ristampato, né in vinile né in digitale (anche se qualche singolo brano è comparso all'interno di alcune antologie in CD).

## Tracce
1. Quilapayún – Este es mi lugar (Alfredo Pintor e Quilapayún)
2. Quilapayún – Por siempre muy juntos (Alfredo Pintor e Quilapayún)
3. Quilapayún – No vamos hoy a bailar (Sergio Ortega e Quilapayún)
4. Quilapayún – Conchalí (Sergio Ortega e Quilapayún)
5. Quilapayún – Cueca negra (Sergio Ortega e Quilapayún)
6. Quilapayún e Bonnie Baher – Nuestro amor (Sergio Ortega e Quilapayún)
7. Quilapayún – ¿Onofre? Sí Frei (Sergio Ortega e Quilapayún)
8. Isabel Parra – Al centro de la injusticia (Violeta Parra e Isabel Parra)
9. Victor Jara – El desabastecimiento (Víctor Jara)
10. Quilapayún e Inti-Illimani – Frei ayúdame (testo: Tony Ronald e Quilapayún – musica: Tony Ronald)
11. Quilapayún – Cueca roja (Sergio Ortega e Quilapayún)